# 大栗博毅
大栗 博毅（おおぐり ひろき、1970年8月24日 - ） は、日本の有機化学者。東京大学大学院理学系研究科教授。

## 人物・経歴
東京都出身。1989年埼玉県立川越高等学校卒業。1993年東北大学理学部卒業。平間正博に師事。1996年日本学術振興会特別研究員。1998年東北大学大学院理学研究科博士課程修了。同年東北大学大学院理学研究科化学専攻助手。2003年ハーバード大学化学・化学生物学科訪問研究員（スチュアート・シュライバー）。 2004年北海道大学大学院理学研究科化学専攻助教授。2007年北海道大学大学院理学研究科化学専攻准教授。2013年科学技術振興機構戦略的創造研究推進事業さきがけ研究者。2015年東京農工大学大学院工学研究院応用化学部門教授。2020年東京大学大学院理学系研究科化学専攻教授。

## 受賞
- 井上研究奨励賞 (2000)[2]
- 天然物化学談話会奨励賞 (2002)[2]
- 日本化学会進歩賞 (2006)[2]
- Banyu Chemist Award (2010)[2]
- 長瀬研究振興賞 (2017)[2]
- Asian Core Program Lectureship Awards (2019)[2]
- 東京農工大学学長賞 (2019)[2]
- 有機合成化学協会企業冠賞・シオノギ･低分子創薬化学賞(2021)[2]